# Pterosagitta
Pterosagitta is een geslacht in de taxonomische indeling van de pijlwormen. Pterosagitta werd in 1869 beschreven door Costa en bevat slechts 1 soort: Pterosagitta draco.